# فوسفونات

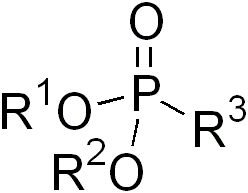
الصيغة العامة لإستر حمض الفوسفونيك.

الفوسفونات و الأحماض الفوسفونية هي مركبات فسفورية عضوية تحتوي على مجموعات C−PO(OH)2 أو C−PO(OR)2 (حيث R = ألكيل أو أريل). الأحماض الفوسفونية، وعادة ما يتم التعامل معها كأملاح، هي عموماً مواد صلبة غير متطايرة وضعيفة الذوبان في المذيبات العضوية، ولكن قابلة للذوبان في الماء والكحول عامة.
العديد من المركبات الهامة تجاريا هي فوسفونات، بما في ذلك الغليفوسات وإيثيفون، وكذلك مركبات البيسفوسفونات، وهي تدخل ضمن تركيب أدوية لعلاج هشاشة العظام.